# 船田中
船田 中（ふなだ なか、1895年〈明治28年〉4月24日 - 1979年〈昭和54年〉4月12日）は、日本の政治家。位階は従二位勲一等、勲章は旭日桐花大綬章。衆議院議員（当選15回）。第51代・56代衆議院議長、自由民主党副総裁等を歴任。
政治家一家として知られた「船田三兄弟」の長兄。衆議院議員で行政管理庁長官をつとめた船田享二は長弟、衆議院議員で運輸大臣や自治大臣などを歴任した藤枝泉介は次弟にあたる。澄夫人は第24代衆議院議長元田肇の五女。参議院議員や栃木県知事をつとめた船田譲は長男で、その長男（孫）の船田元も衆議院議員、その2度目の妻（孫嫁）の畑恵も参議院議員をつめとている。
なお名の「中」は「なか」が正しい読みで、「あたる」は誤読である。

## 来歴・人物
作新学院の設立者・船田兵吾の長男として栃木県宇都宮市に生まれる。船田家は先祖代々神職にかかわった。
旧制一高を経て、1918年（大正7年）、東京帝国大学法科大学英法科を卒業し、内務省に入省する。東京市助役、東京市長代理を経て、1930年（昭和5年）の第17回衆議院議員総選挙に立候補し、当選。以後当選15回。
戦前は立憲政友会に所属し、1931年（昭和6年）には、犬養内閣首相秘書官、1937年（昭和12年）には、第1次近衛内閣の法制局長官に就任する。1940年（昭和15年）、大政翼賛会政策局内政部長をつとめ、1945年（昭和20年）には護国同志会を結成。戦後、日本協同党の結成に参加するが、公職追放を受ける。
1951年（昭和26年）に追放解除となり、翌1952年（昭和27年）、第25回衆議院議員総選挙で自由党から立候補し当選、政界復帰を果たす。1955年（昭和30年）、保守合同に伴い自由民主党に参加。同年、第3次鳩山内閣の防衛庁長官に就任。また、自民党外交調査会長、安全保障調査会長を歴任し、親台湾・大韓民国派、タカ派としての立場を取った。党内派閥では大野伴睦派（白政会、のちの睦政会）に所属するが、大野の死後に派閥は一新会（船田派）と一陽会（村上派）に分裂し、船田は一新会の領袖となった。
第51代・56代の衆議院議長（在任期間：1963年（昭和38年）12月7日 - 1965年（昭和40年）12月20日、1970年（昭和45年）1月14日 - 1972年（昭和47年）11月13日）。衆議院議長在職日数1780日は日本国憲法下3位である。
1973年4月の春の叙勲で、旭日桐花大綬章を受章する。
1977年（昭和52年）には自民党副総裁に就任した。作新学院理事長も務め、作新学院高校OBの江川卓の後見人として江川事件に介入。自身の政治的発言力を背景に江川の巨人入りを実現させた。世界連邦運動の推進団体である世界連邦日本国会委員会第7代会長であった。
議員在職中の1979年（昭和54年）4月12日、東京都新宿区の東京医科大学病院で死去した。83歳没。同月14日、特旨を以て位を五級追陞され、正五位から従二位に叙され、銀杯一組が授与された。追悼演説は同年5月10日、衆議院本会議で下平正一により行われた。地盤は孫（船田譲の長男）の船田元が継承し、祖父没後初の選挙となる同年10月7日の第35回衆議院議員総選挙で史上最年少となる25歳で当選している。
没後、船田中の娘を称する女性から認知訴訟をかけられた。

## 栄典
- 年月日不明（明治憲法時代） - 叙・正五位 / 叙・勲二等
- 1937年（昭和12年）
  - 10月28日 - 叙・勲三等[6]
  - 12月11日 - 勲三等瑞宝章受章[7]
- 1965年（昭和40年）4月29日 - 叙・勲一等 / 旭日大綬章受章
- 1973年（昭和48年）4月29日 - 旭日桐花大綬章受章
- 1979年（昭和54年）4月12日 - 叙・従二位 / 賜・銀杯一組

## 著書
- 『地方財政研究』日本大学、1924年11月。NDLJP:982717。
- 『選挙法令通解』言海書房、1936年2月。NDLJP:1462778。
- 国政一新会 編『国政一新の綱領と政策』言海書房〈国政一新論叢 特輯号 第13輯〉、1936年7月。
- 『法制概要教材』言海書房、1936年10月。NDLJP:1275083。
- 船田中、助川啓四郎 著、国政一新会 編『地方財政改善策』国政一新会〈国政一新論叢 第17輯〉、1936年12月。
- 国政一新会 編『財政経済便覧』国政一新会〈国政一新論叢 特輯号 第18輯〉、1937年6月。
- 国政一新会 編『他山の石 敗戦独逸から第三帝国建設へ』国政一新会〈国政一新論叢 第21輯〉、1937年8月。
- 『問題はこれからだ 迫る極東・躍る列国』東京朝野新聞出版部、1937年10月。NDLJP:1445877。
- 国政一新会 編『東亜明朗化のために 日・支・蘇・英関係の将来』日本青年教育会、1938年1月。NDLJP:1463163。
- 『事変下の日本に迫るもの』時局と人物社、1938年3月。NDLJP:1437136。
- 『世界は斯く動く』昭和書房、1940年1月。NDLJP:1268200。
- 『戦争と経済及政治』計理士会、1943年4月。
- 『決戦議会の成果』川崎商工会議所〈戦時産業叢書 第4輯〉、1943年8月。NDLJP:1445998。
- 『戦力増強と企業整備』計理士会、1943年10月。
- 『生産増強企業整備と物価問題其他』船田中、1943年。
- 船田中、宮崎吉政『日米安保の自動延長案をめぐって 船田見解とその背景』自由民主党広報委員会出版局〈学習シリーズ 第14集〉、1968年8月。
- 『青山閑話』一新会、1970年12月。
- 『最近の内外情勢について』内外情勢調査会〈講演シリーズ 297〉、1972年。
- 『激動の政治十年 議長席からみる』一新会、1973年4月。
- 『ありし日を偲んで 船田中の足跡』船田中事務所、1980年4月。